# Phytocoris americanus
Phytocoris americanus är en insektsart som beskrevs av Carvalho 1959. Phytocoris americanus ingår i släktet Phytocoris och familjen ängsskinnbaggar. Inga underarter finns listade i Catalogue of Life.